# Ferdinand II. Aragonski
Ferdinand II. Aragonski i Ferdinand V. Kastiljski ili Ferdinand Katolički (španjolski: Fernando II de Aragón y V de Castilla) (Sos del Rey Católico (današnja Aragonija), 10. ožujka 1452. -  Madrigalejo, 25. siječnja 1516.), kralja Aragona i Sicilije. Bio je suprug Izabele I. Kastilijske. Njih dvoje su u povijesti bili poznati pod nazivom Katolički kraljevi. Njihovim brakom 1492. osnovana je nova ujedinjena Kraljevina Španjolska.
Sin je Ivana II. Aragonskog i Juane Enriquez. Bio je kralj Aragona u razdoblju između 1479. i 1516., te također suvladar Kastilije između 1474. i 1504. i regent kastiljske krune između 1507. i 1516. zbog mentalne nesposobnosti svoje kćeri Ivane Lude da preuzme ulogu vladara nakon smrti Filipa Lijepog, njenog supruga. Također je bio kralj Sicilije (1468. – 1516.) i Napulja (1504. – 1516.). 19. svibnja 1478. pripojio je Markizat Oristano.